# Rado Murnik
Rado Murnik, slovenski pisatelj, časnikar, humorist, satirik, dramatik, * 31. julij 1870, Ljubljana, † 6. november 1932, Ljubljana.

## Življenje
Rodil se je v premožni in ugledni ljubljanski družini. Njegov mlajši brat je bil Viktor Murnik. Po končani gimnaziji v Ljubljani (1881-89), v času katere je že pričel s pisateljevanjem, je pričel študirati medicino v Gradcu in na Dunaju. Študij je kmalu opustil in se posvetil pisateljevanju in časnikarskemu delu. Kmalu se je uvrstil med najbolj obetavne mlade sodelavce Ljubljanskega zvona. Med I. svetovno vojno je delal pri cenzuri, nato je leta 1918 postal uradnik pri Ljubljanskem dopisnem uradu, ki je bil razpuščen leta 1921. Takrat je Murnik ostal brez službe. Zbolel je za multiplo sklerozo, ki mu je preprečila nadaljnje ustvarjanje. Bolezen je sčasoma tako napredovala, da je bil povsem odvisen od usmiljenja tujih ljudi. Osem let je bil priklenjen na posteljo. Ob njegovi šestdesetletnici leta 1930 mu je ljubljanska občina priskrbela zavetišče v mestni ubožnici, kjer je dve leti kasneje tudi umrl.

## Delo
Rado Murnik je v devetdesetih letih 19. stoletja pisal za razne slovenske (Vesna, Ljubljanski zvon, Slovan, Slovenski narod), avstrijske (Neue Freie Presse) in češke (Politika) časopise in revije. Urejal je satirična lista Jež in Osa ter revijo Lovec.
Leta 1892 je v Vesni objavil humoreski O glavi, s prijaznim sodelovanjem pesnikov govori prof. Lucifer in V šesti. Isto leto je v Ljubljanskem zvonu objavil humoristično črtico Signior Giannino.
Uveljavil se je s satiričnim romanom Groga in drugi (Ljubljanski zvon, 1895); parodija na slovensko literaturo in pisatelje, na njihove temeljne motive, literarne vrste in stil, med drugim smeši tudi slovenski naturalizem in njegovo dednostno teorijo. 
Z delom Ata Žužamaža (Ljubljanski zvon, 1900) se je hotel odmakniti od dotedanjega realizma in Govekarjevega naturalizma. 
Leta 1909 je izdal zbirko svojih humoresk z naslovom Jari junaki in povest Matajev Matija.
V  Ljubljanskem zvonu je med letoma 1911 in 1913 objavil zgodovinski roman Hči grofa Blagaja: prikazuje izmišljeno podobo Bosne v 15. stoletju. Ta roman je precej predelan in prirejen izšel po pisateljevi smrti, leta 1954, z naslovom Lepi janičar. 
Znane so Lovske bajke in povesti (1914), v kateri je zbral črtice, ki jih je objavljal v reviji Lovec. V Ljubljanskem zvonu je leta 1917 objavil povest Na Bledu. 
Murnik je napisal tudi dve igri: Napoleonov samovar (1898), satirično komedijo na malomeščansko društveno življenje in enodejansko burko Bucek v strahu (1903).
Njegovo zadnje obsežnejše delo je Ženini naše Koprnele, objavljeno v reviji Plamen leta 1921; v njej na humoren način prikazuje meščanskego življenja in smeši podeželsko bahavost.
Za karakterizacijo oseb je pogosto uporabljal Trubarjev jezik, ribniško narečje in ljubljanski govor.

### Mladinska dela
- Signor Giannino, 1892
- Materino srce, 1896
- Zunaj, 1896
- Abdul Slovožok pa Kara Besedavelj, 1897
- Visoka ljubezen,1898
- Iz dnevnika nadobudnega Dvojkogoja, 1900
- Navihanci: Okrogle povesti in prizori, 1902 (COBISS)
- Znanci: Povesti in orisi, 1907 (COBISS)
- Jari junaki, 1909 (COBISS)
- Matajev Matija, 1909 (COBISS)
- Hči grofa Blagaja, 1911-1913
- Lovske bajke in povesti, 1914 (COBISS)
- Na Bledu, 1917 (COBISS)
- Ženini naše Koprnele, 1921 (COBISS)
- Ata Žužamaža in druge zgodbe, 1952
  - Ata Žužamaža (LZ), 1900 (COBISS)
  - Ata Žužamaža
- Iz velike dobe, 1917
- Brat, 1918
- Lepi janičar, 1954 (COBISS)

### Dramska dela
- Napoleonov samovar, 1898
- Bucek v strahu, 1903